# Invasione tedesca del Belgio (1914)
L'invasione tedesca del Belgio del 1914 si svolse durante la fase iniziale della prima guerra mondiale sul fronte occidentale a seguito della decisione dell'Impero tedesco di dichiarare guerra a Francia e Russia e mettere in azione il cosiddetto piano Schlieffen, la strategia operativa preparata dall'alto comando tedesco in caso di conflitto su due fronti, progettata per ottenere rapidamente la vittoria all'ovest.

## Descrizione
La strategia tedesca prevedeva un'ampia manovra per aggirare da nord le fortificazioni francesi in Lorena e Alsazia, e quindi una rapida marcia delle armate più potenti attraverso il neutrale Belgio, dal quale si sperava la collaborazione o quantomeno l'acquiescenza. In realtà invece il Belgio respinse l'ultimatum tedesco del 2 agosto e decise coraggiosamente di battersi e contrastare l'invasione contando sull'aiuto anglo-francese. L'esercito tedesco entrò in Belgio il 4 agosto e dovette combattere duramente per avanzare in profondità e soprattutto per superare la resistenza delle posizioni fortificate di Liegi e Namur. Grazie alla sua schiacciante superiorità numerica e materiale l'esercito tedesco vinse la coraggiosa resistenza dell'esercito belga ed entrò a Bruxelles il 20 agosto. Mentre i resti dell'esercito belga si ritiravano nella fortezza di Anversa, le armate tedesche continuarono l'avanzata verso sud-ovest e il 21 agosto iniziò la battaglia delle Frontiere contro l'esercito francese in avvicinamento da sud.
L'invasione del Belgio fu caratterizzata dalla grande durezza del comportamento delle truppe tedesche che, esasperate dall'inatteso ostacolo e sollecitate a velocizzare al massimo l'avanzata per rispettare i tempi del piano Schlieffen, ricorsero anche a metodi brutali di rappresaglia e repressione per intimidire il nemico e la popolazione e paralizzarne la resistenza.
Nel corso del 1914, 5 500 civili belgi furono uccisi dalle truppe tedesche. L'operazione è anche tristemente nota come Stupro del Belgio.